# 佐藤友美子

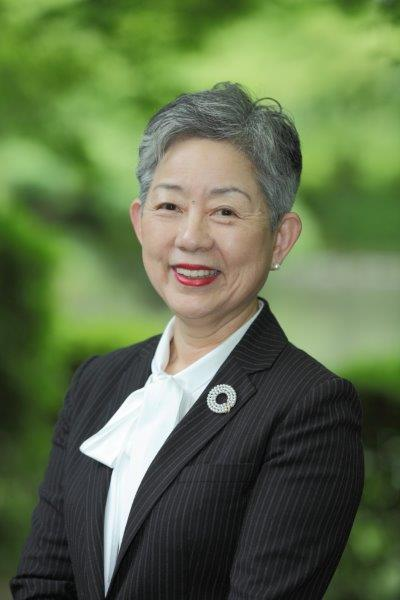
人事院総裁賞選考委員会委員として、人事院が公表した肖像写真

佐藤 友美子（さとう ゆみこ、1951年 - ）は、日本の研究者。専攻は生活文化論。学校法人追手門学院大学理事、大阪ガス取締役。

## 経歴
三重県出身。京都府立洛東高等学校を経て、1975（昭和50）年に立命館大学文学部日本文学科を卒業。サントリーに入社後、1989年（平成元年）にサントリー不易流行研究所（現・次世代研究所）の設立メンバーとなる。
小泉純一郎首相の観光立国懇親会を始め、中央環境審議会委員会、国土審議会専門委員などを歴任。2000年-2005年国際日本文化研究センター客員教授。2004（平成16）年には、神戸大学経営協議会学外委員に就任した。サントリー不易流行研究所部長、在財団法人サントリー文化財団上席フェローを経て、2013年10月追手門学院大学特別任用教授兼地域文化創造機構特別教授。2015年
追手門学院大学地域創造学部教授。2015年3月1日日本放送協会経営委員。同年4月追手門学院大学地域創造学部教授。2016年4月追手門学院大学成熟社会研究所所長。2020年6月学校法人追手門学院理事。2021年6月大阪ガス取締役。

## 国際日本文化研究センター
2000-2003年度共同研究「欠如・逆欠如の観点から見た日本の生活文化」に参加、共同研究報告書に執筆。2007-2010年度共同研究「都市文化とは何か？－ユーラシア大陸における都市文化の比較史的研究－」に参加（2007年4月-2011年3月、代表者：白幡洋三郎、幹事：牛村圭）。

## 社会的活動
- 文部科学省中央教育審議会委員（第3期）
- 大阪創造都市市民会議発起人
- 大阪市教育委員会委員長
- 立命館大学校友会副会長

## 主な著書・論文

### 単著
- 「21世紀のわれら世代をさぐる」『パン科学会誌』第44巻第11号、日本パン科学会研究所、1998年11月、13-21頁、NAID 40003188626。
- 「寄稿 生活の現場から、新しい "国のかたち"の実現に向けて」『国土交通』第44号、運輸振興協会、2004年8月、12-13頁、ISSN 1346-7107、NAID 40006506516。 ― 特集 成熟期にふさわしい国土の将来像に向けて
- 「世代研究の展開と課題 : 世代間ギャップと次世代研究」『フォーラム現代社会学』第6巻、関西社会学会、2007年、5-14頁、doi:10.20791/ksr.6.0_5、ISSN 1347-4057、NAID 110009564775。
- 「セミナー ライフスタイルの変化と次世代 自分探しに悩む若者たち」『日本経済研究センター会報』第951号、日本経済研究センター、2007年1月、42-45頁、ISSN 0285-5917、NAID 40015243837。
- 〈スポーツが育む人・都市・夢〉シンポジウム組織委員会 [企画]「豊かな時代のスポーツへの期待」『日本体育学会大会予稿集』第58巻、社団法人日本体育学会、2007年、24頁、doi:10.20693/jspehss.58.24_2、NAID 110007514403。
- 「成熟社会のライフスタイルと航空」『航政研シリーズ』第489号、航空政策研究会、2008年3月、1-28頁、NAID 40016311177、NCID BA87725389。
- 『成熟し、人はますます若くなる』NTT出版、2008年。 NCID BA86133293。

### 共著
サントリー不易流行研究所
- 伊木稔、狭間惠三子『時代の気分・世代の気分 : 「私がえり」の時代に』816号、サントリー不易流行研究所 [編]、日本放送出版協会〈NHKブックス〉、1997年。 NCID BA33216916。
- 『変わる盛り場 : 「私」がつくり遊ぶ街』サントリー不易流行研究所 [編著]、学芸出版社、京都、1999年11月。 NCID BA44386259。
- 『これからの家族のために : 家族に関する国際調査報告書』サントリー不易流行研究所、2001年。 NCID BA54415116。
- 『ロストプロセス・ジェネレーション : 昭和50年代生まれ、こころのかたち。』サントリー不易流行研究所 [編著]、神戸新聞総合出版センター、2002年。ISBN 4343001962。 NCID BA60349231。
- 橋爪紳也『大阪ミナミに見る盛り場のダイナミズム』サントリー不易流行研究所、2003年。 NCID BA72215946。

- 岩崎好陽、西尾哲茂「座談会 においとかおり分野への新しい創造にむけて」『臭気の研究』第33巻第3号、臭気対策研究協会、2002年、141-153頁、ISSN 09134883、NAID 40004650694。
- 津金沢聡広、佐藤卓己、平林紀子『広報・広告・プロパガンダ』6号、宮武実知子; 稲葉哲郎; 猪狩誠也; 上野征洋; 清水正道; 常松洋; 石田あゆう; 青木貞茂; 柴内康文; 難波功士; 井上章一; 林香里; 池田恵美子. [編集企画] 津金澤聡廣; 武市英雄; 渡辺武達、ミネルヴァ書房〈叢書現代のメディアとジャーナリズム〉、2003年。 NCID BA64124470。
- 木村陽子、辻山幸宣「パネルディスカッション 新しい大都市自治システムをめざして」『都市問題研究』第4号、都市問題研究会、2003年、76-130頁、ISSN 0387-3390、NAID 40005787692。
- 鬼木甫、中村伊知哉、三浦基、山下東子「地上波デジタルテレビ放送の可能性」『情報通信学会誌』第21巻(2・3) (通号 72・73)、情報通信学会、2004年1月、21-36頁、ISSN 0289-4513、NAID 10012962345。
- 堺屋太一、榊原胖夫、北城恪太郎『パネルディスカッション 頑張れ! 日本の航空業界)』438号、(航空シンポジウム 21世紀の航空--頑張れ! 日本の航空業界〔含 資料〕、航空政策研究会〈航政研シリーズ (特別号)〉、2004年8月、19-43頁。 NCID BA71809402。
- 大村省吾、田中惠子「座談会 食卓を通して伝えたい文化」『婦人之友』第102巻第6号、婦人之友社、2008年4月、15-27頁、NAID 40015903208。
- 渡邊真弓、小田隆治「話題提供 大地連携による初年次教育「フィールドワーク」の教育成果と地域貢献」『東北・北海道地区大学等高等・共通教育研究会研究集録』第61巻、東北・北海道地区大学等高等・共通教育研究会、2011年9月、91-95頁、NAID 40019238092。 全体テーマ : 学士課程教育における教養教育の意義を問う ― 第3分科会テーマ : 大学と社会の接続性に着目した取組
- 土井勉、平塚伸治『つながりのコミュニティ : 人と地域が「生きる」かたち』岩波書店、2011年。 NCID BB06663475。
- 鳥居敏男、長田啓「座談会 何を論ずべきか (国立公園論 : 国立公園の80年を問う)」『國立公園 = National parks』第720号、自然公園財団、2014年1月、16-20頁、ISSN 0466-3934、NAID 40019961121。